# Kenroku-en

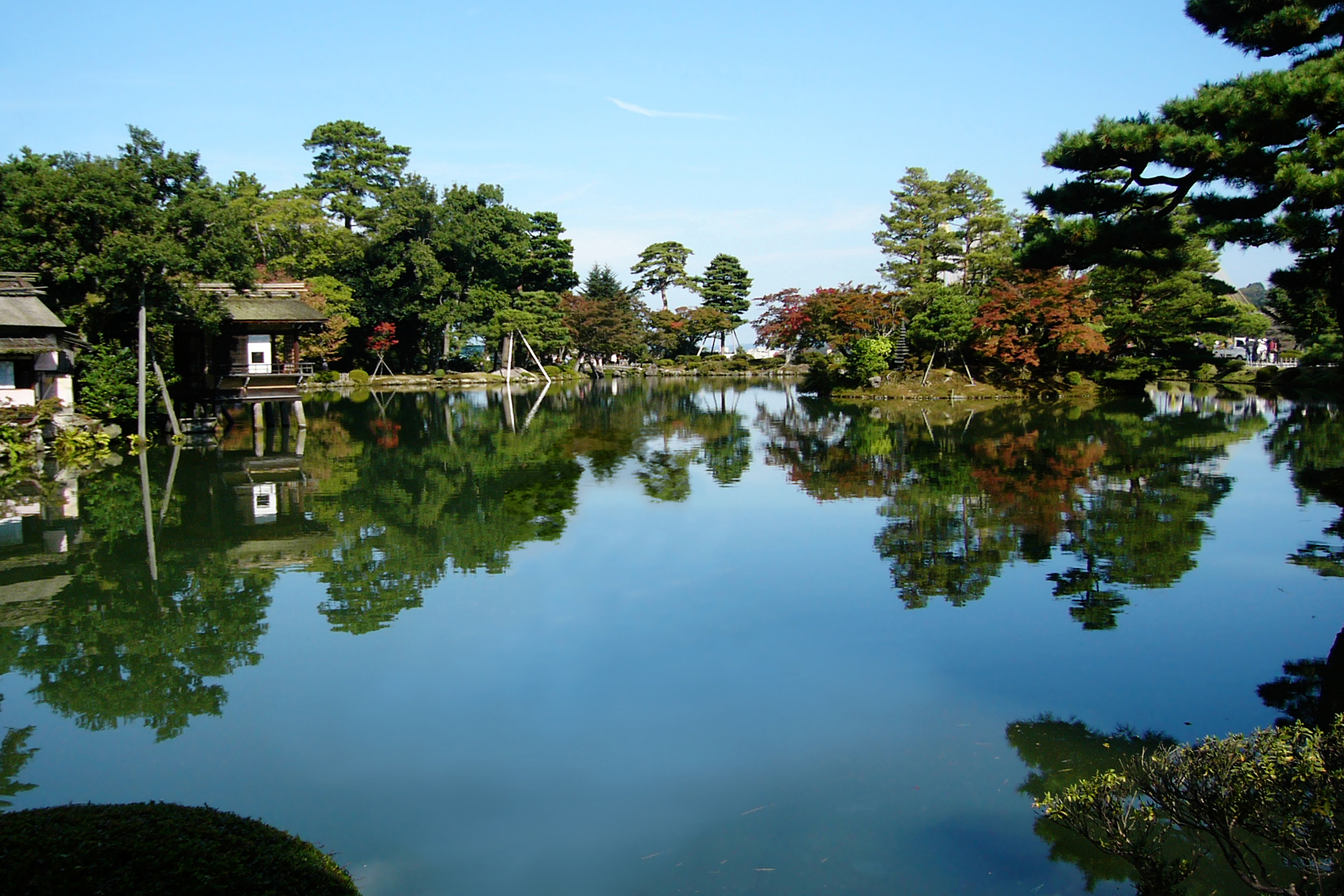
Kasumi Teich.

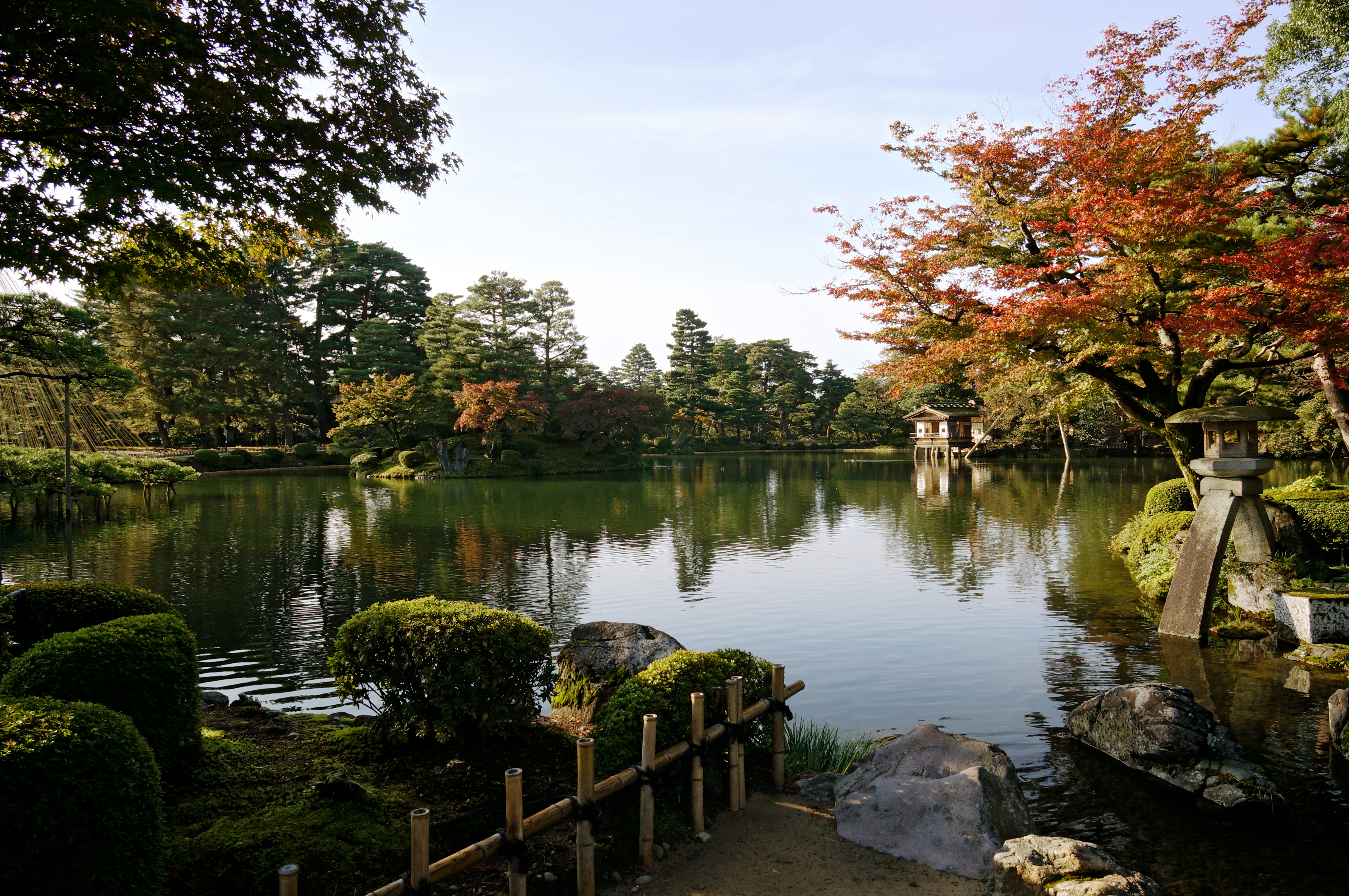
Kotoji-Laterne, Kasumi Teich.

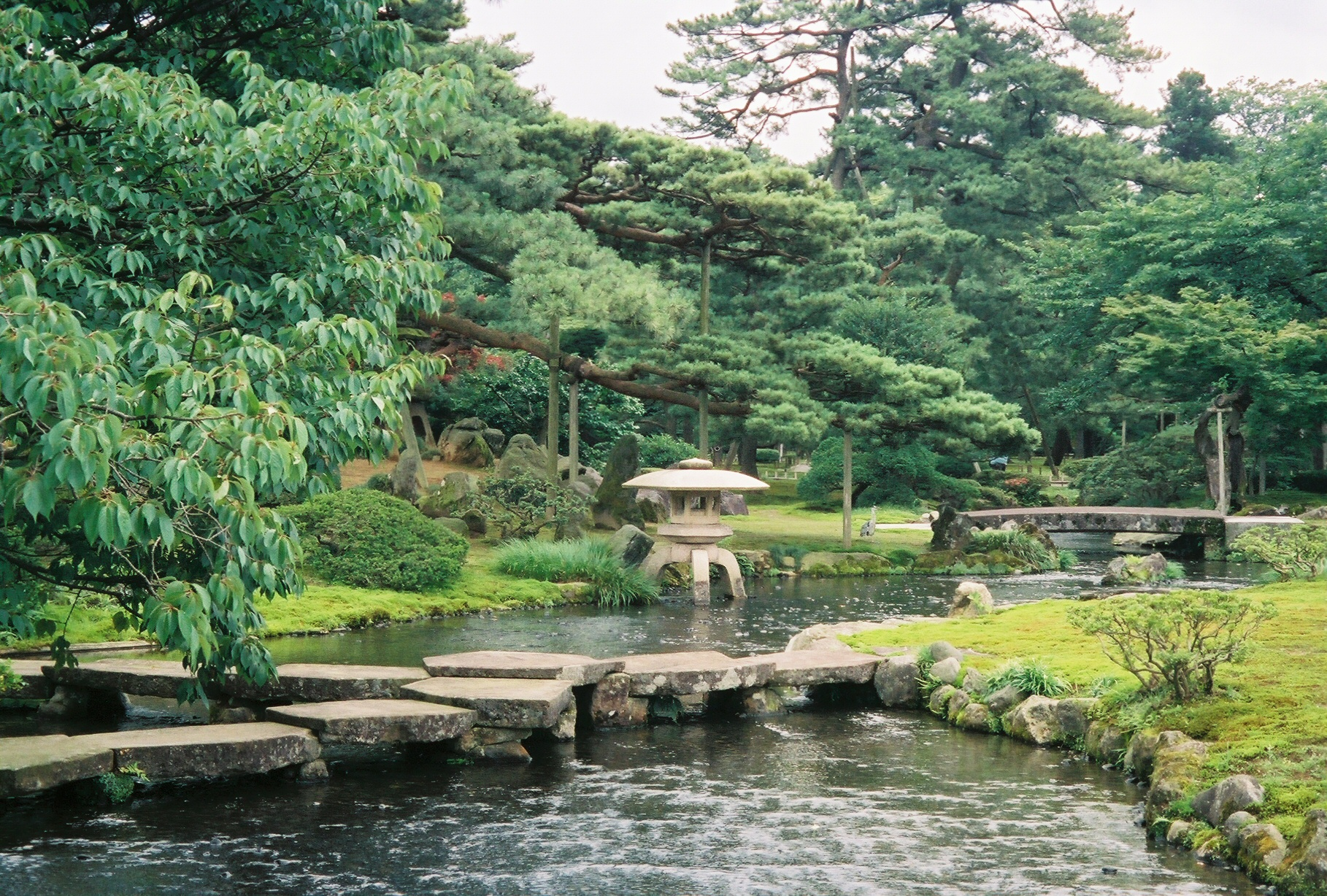
Brücke der Fliegenden Wildgänse.

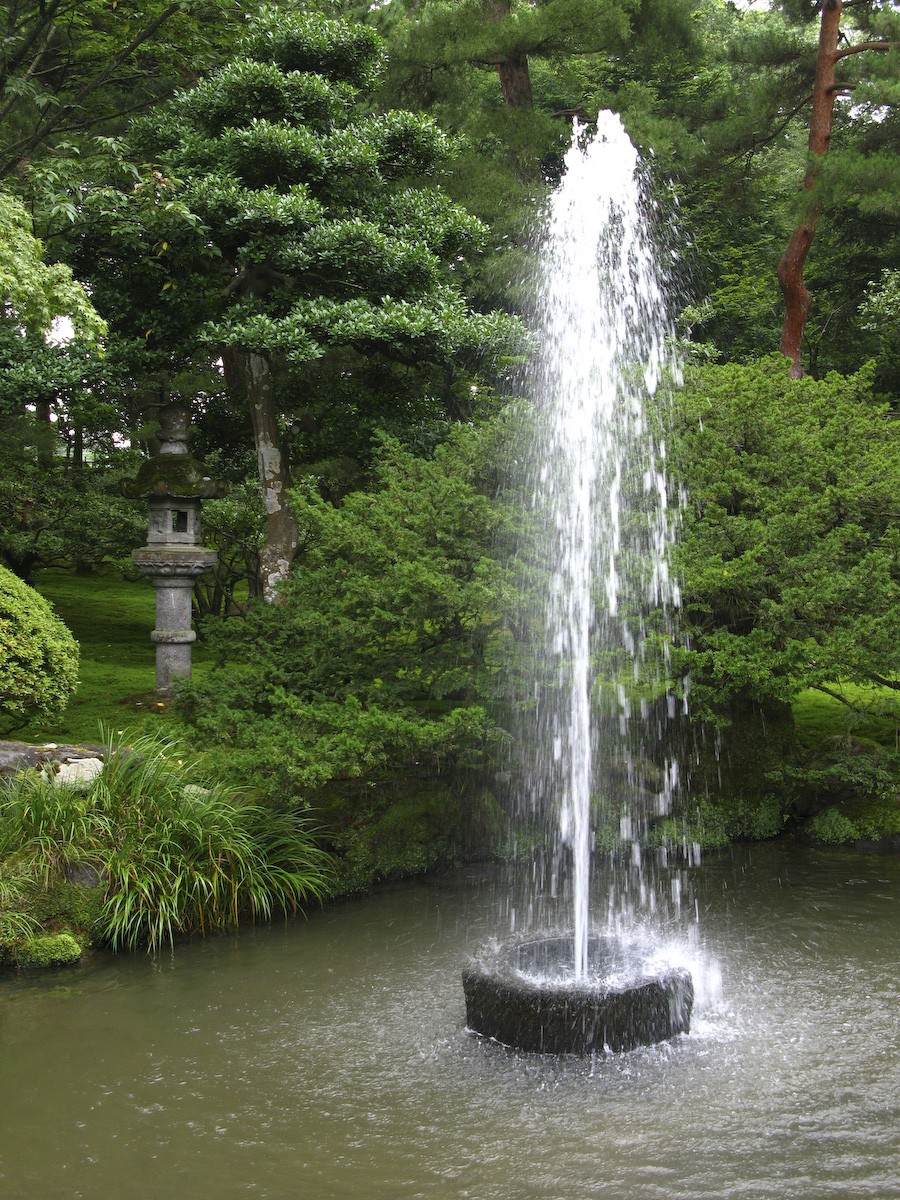
Alter Springbrunnen.

Der Kenroku-en (jap. 兼六園, dt. Garten der gleichzeitigen 6 [Attribute]) in Kanazawa ist mit dem Kairaku-en und dem Kōraku-en einer der Drei berühmten Gärten Japans (日本三名園, Nihon san meien).

## Geschichtlicher Hintergrund
Der Kenroku-en wurde als Gartenanlage von der Maeda-Familie, den Herrschern der damaligen Provinz Kaga als Wandelgarten angelegt. Man nutzte dafür den Höhenrücken zwischen den Flüssen Asanogawa und Saigawa, der zur Burg führt, die aber vom Garten durch einen tiefen Einschnitt abgetrennt ist. Der Kenroku-en bietet durch seine Höhenlage einen guten Blick in die weite Landschaft, so zu den Hakusan-Bergen im Südwesten.
Zur Versorgung des Gartens mit Wasser nutzte man den "Tatsumi-yōsui" Wasserkanal, den man 1632 als Brandschutzmaßnahme für die Burg angelegt hatte. Dafür hatte man vom Saigawa 20 km nordöstlich der Burg Wasser abgezweigt und dieses über den Höhenrücken unter Ausnutzung des natürlichen Gefälles bis zur Burg bzw. zum Garten davor geführt, davon ein Drittel unter der Erde.
Nach einigen kleineren Vorläuferanlagen begann der Bau des heutigen Gartens 1676 unter dem 5. Chef des Hauses, Maeda Tsunanori, der dort auch seine Gäste bewirtete. Allgemein wurde der Garten "Renchitei" (Lotusteich-Garten) genannt, beim Bau hieß er "Hasu-ike no ue oroji", etwa "Freies Feld über dem Lotusteich". 1759 ging ein Teil des Gartens durch einen Großbrand verloren, ab 1774 baute der 11. Chef des Hauses, Maeda Harunaga, ihn nach und nach wieder auf. Auf Bitten des 12. Chefs, Maeda Narinaga, schlug Matsudaira Sadanobu, Fürst des Shirakawa-Han, für den Garten den gegenwärtigen Namen "Kenroku-en" vor. Der 13. Chef, Maeda Nariyasu, vergrößerte den Kasumi-ga-ike, pflanzte ansehnliche Bäume, ließ 1863 den "Tatsumi goten" (heute "Seisonkaku") erbauen.
1874 wurde der Kanroku-en vollständig öffentlich zugänglich gemacht. 1922 wurde der Garten als "meishō" ausgezeichnet, dann 1985 als "tokubetsu meishō".
Die "Sechs Prinzipien", auf die sich Matsudaira Sadanobu bei seiner Namensgebung bezieht, sind in einem alten chinesischen Gartenbuch niedergelegt. Danach hat ein  herausragender Landschaftsgarten folgenden sechs Qualitäten:
- Weitläufigkeit (宏大 kōdai) und Abgeschiedenheit (幽邃 yūsui),
- Kunstfertigkeit (人力 jinryoku) und Althergebrachtes (蒼古 sōko),
- fließendes Wasser (水泉 suisen) und weiten Blick (眺望 chōbō).

## Der Garten im Einzelnen
- Vom alten Tor zum Garten gegenüber der Burg, dem Renchimon (Lotusteich-Tor), sind nur noch die Stufen erhalten.
- Der Hisago-Teich hat seinen Namen von seiner Form, die eines Flaschenkürbis. Die Anlage des Gartens begann von dieser, der Burg nahe gelegenen Seite.
- Der "Grüne Wasserfall" (midori taki) ist 6,6 m hoch und 1,6 m breit, ungewöhnlich groß für einen japanischen Garten. Er wurde 1774 angelegt.
- Das "Kürbis-Teehaus" (Yūgao-tei) daneben wurde ebenfalls 1774 gebaut.
- Der Springbrunnen wurde um 1860 nach westlichem Vorbild konstruiert und ist damit der älteste in Japan. Sein Wasser bezieht er aus dem höher gelegenen Teich "Kasumi-ga-ike".
- Es finden sich 18 Steinlaternen verstreut im Garten, die bekannteste ist die "Kotoji-Laterne". Sie wurde mit ihrer auffallenden Zweibeinigkeit zum Symbol des Gartens. Kotoji ist eigentlich die Bezeichnung für den zweibeinigen Steg, wie er für jede einzelne Saite der Koto verwandt wird.
- Der "Dunstige Teich" (Kasumi-ga-ike) ist der größte der vier Teiche des Gartens und nimmt dessen Zentrum ein. Er hat eine Fläche von 5826 m², die Insel darin hat die Form einer Schildkröte.
- Die "Brücke der fliegenden Wildgänse" (karigane-bashi) besteht aus elf Steinen, in Keilform verlegt, zum Überqueren des Gewässers.
- Der "Wendelstiege-Berg" (Sasaeyama) hat seinen Namen vom sich spiralförmig windenden Weg nach oben, wo sich ein Regenschutz in Form eines festen Schirmes befindet.
- Die Karasaki-Kiefer stammt von Karasaki am Biwa-See. Dort steht eine ausladende Kiefer auf dem Ufervorsprung und gehört zu den Acht Ansichten des Biwa-Sees.
- Yukitsuri zum Schutz der Bäume im Winter sind in vielen Gärten anzutreffen. Sie sind aber wegen der schneereichen Winter an der Japansee-Seite hier besonders wichtig. Ab 1. November werden die Seile aufgezogen.

Außerhalb des Eintrittsgeld-pflichtigen Teils des Gartens befinden sich:
- die Seisonkaku-Villa, die der 13. Fürst Maeda 1863 für seine Mutter erbauen ließ. Heute ist das Gebäude öffentlich zugänglich und wird als Museum genutzt.
- In der "heiligen Quelle" (Kinjo reitaku) soll in alten Zeiten Gold gefunden worden sein.
- Ein früheres Samurai-Haus wurde 1922 auf diese Stelle verlegt.

Der Garten ist ganzjährig am Tage geöffnet und bekannt für seine Schönheit zu allen Jahreszeiten. Zu bestimmten Anlässen wird der Garten auch nachts mit Beleuchtung geöffnet. Der Eintritt ist kostenpflichtig.

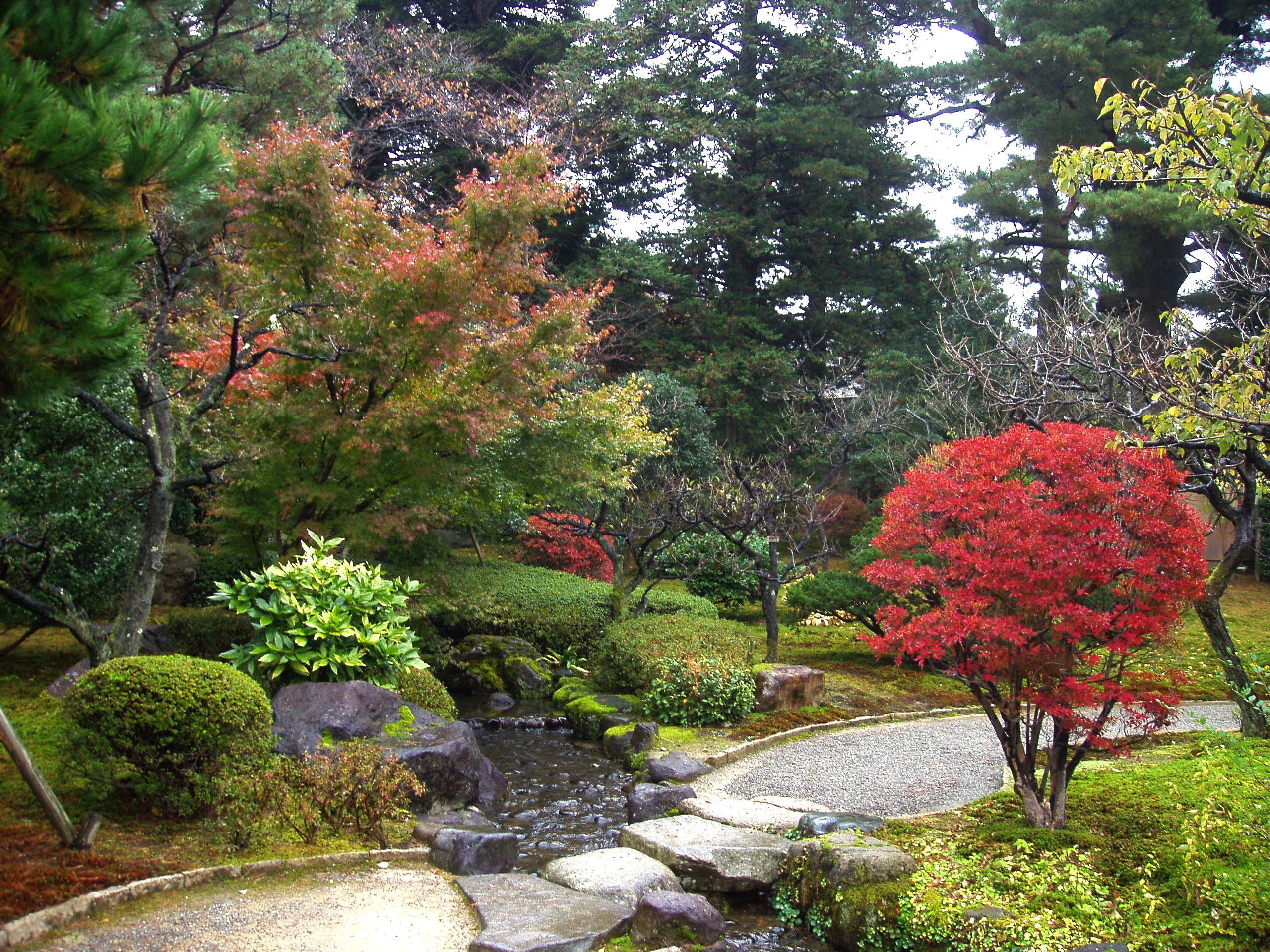
Gartenpfad
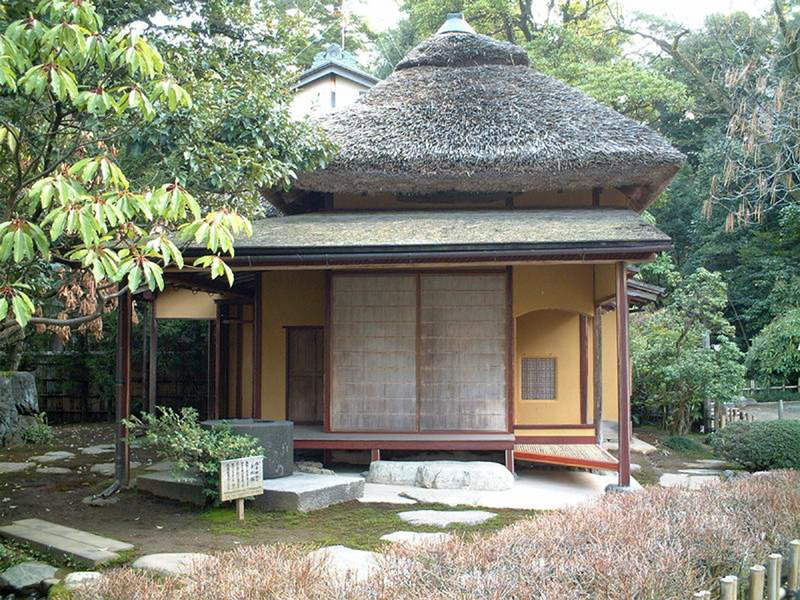
Yūgao Teehaus
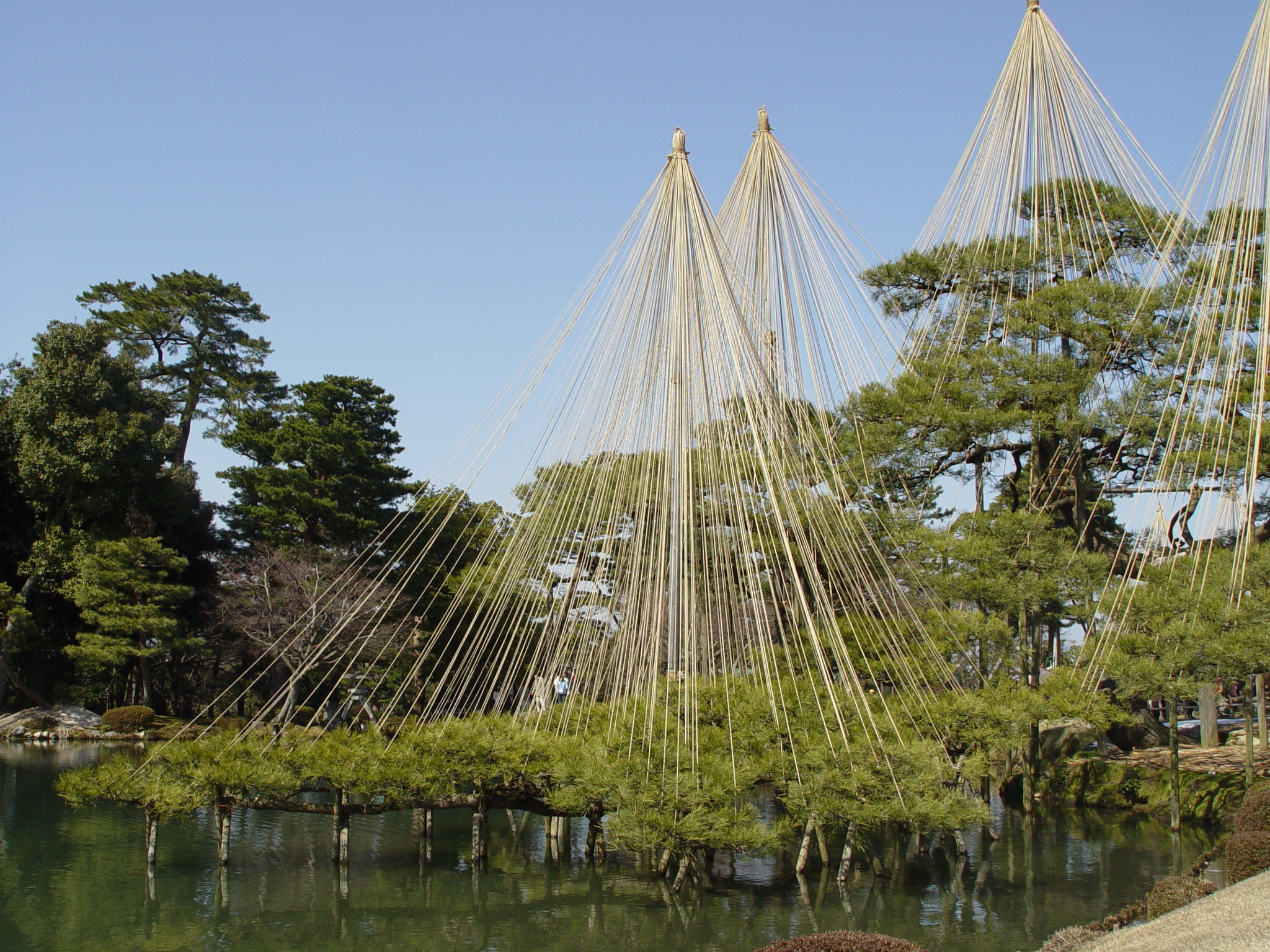
Yukitsuri
- Kenroku-en, 2012

## Kenndaten
- Träger: Präfektur Ishikawa
- Eröffnung: 1874
- Fläche: 100.740,92 m²
- Baumbestand: 5000 Bäume und 3500 Büsche, klassifiziert in 147 Arten
- Weitere 3200 Pflanzen an Wällen und Zäunen
- Anlagen: Teehäuser, darunter das große "Shigure-tei", im Jahr 2000 rekonstruiert